# سربیتسه (ناحیه دوماژلیتسه)
سربیتسه (به چکی: Srbice) یک منطقهٔ مسکونی در جمهوری چک است که در ناحیه دوماژلیتسه واقع شده‌است. سربیتسه ۱۳٫۸۳ کیلومتر مربع مساحت و ۳۸۱ نفر جمعیت دارد و ۴۳۳ متر بالاتر از سطح دریا واقع شده‌است.